# A Lodging for the Night
A Lodging for the Night é um filme mudo norte-americano de 1912, do gênero drama, dirigido por D. W. Griffith e estrelado por Mary Pickford.

## Elenco
- Charles West ... Dick Logan
- Mary Pickford ... A garota mexicana
- Charles Hill Mailes ... Pai da garota mexicana
- Frank Opperman ... O proprietário da casa de jogos